# Sicyos dieterleae
Sicyos dieterleae är en gurkväxtart som beskrevs av I. Rodriguez-arevalo och R. Lira. Sicyos dieterleae ingår i släktet hårgurkor, och familjen gurkväxter. Inga underarter finns listade i Catalogue of Life.